# Новосілка (Городоцька міська громада)
Новосі́лка —  село в Україні, у Городоцькій міській територіальній громаді Хмельницького району Хмельницької області. Населення становить 513 осіб. До 2020 орган місцевого самоврядування — Бедриковецька сільська рада.

## Історія
7 (20) листопада 1917 року, відповідно до Третього Універсалу Української Центральної Ради, увійшло до складу Української Народної Республіки.
12 червня 2020 року, відповідно до розпорядження Кабінету Міністрів України № 727-р «Про визначення адміністративних центрів та затвердження територій територіальних громад Хмельницької області», увійшло до складу Городоцької міської громади.
19 липня 2020 року, в результаті адміністративно-територіальної реформи та ліквідації Городоцького району, увійшло до складу новоутвореного Хмельницького району.

## Населення

### Мова
Розподіл населення за рідною мовою за даними перепису 2001 року:
| Мова       | Кількість | Відсоток |
| ---------- | --------- | -------- |
| українська | 513       | 100%     |

## Герб та прапор
Затверджені 16 листопада 2017р. рішенням №13/24/2017 XXIV сесії сільської ради VI скликання. Автори - В.М.Напиткін, К.М.Богатов, П.Б.Войталюк.
У лазуровому щиті з зеленою базою, відділеною срібною нитяною балкою, срібний здиблений кінь, супроводжуваний угорі справа золотим сонцем з шістнадцятьма променями, угорі зліва золотим півмісяцем в балку ріжками догори, супроводжуваним угорі золотою шестипроменевою зіркою. Щит вписаний у декоративний картуш і увінчаний золотою сільською короною. Унизу картуша напис "НОВОСІЛКА".
Кінь – символ волі, а також того, що село здавна славилося розведенням коней. Срібна балка означає річку Смотрич. 

## Галерея

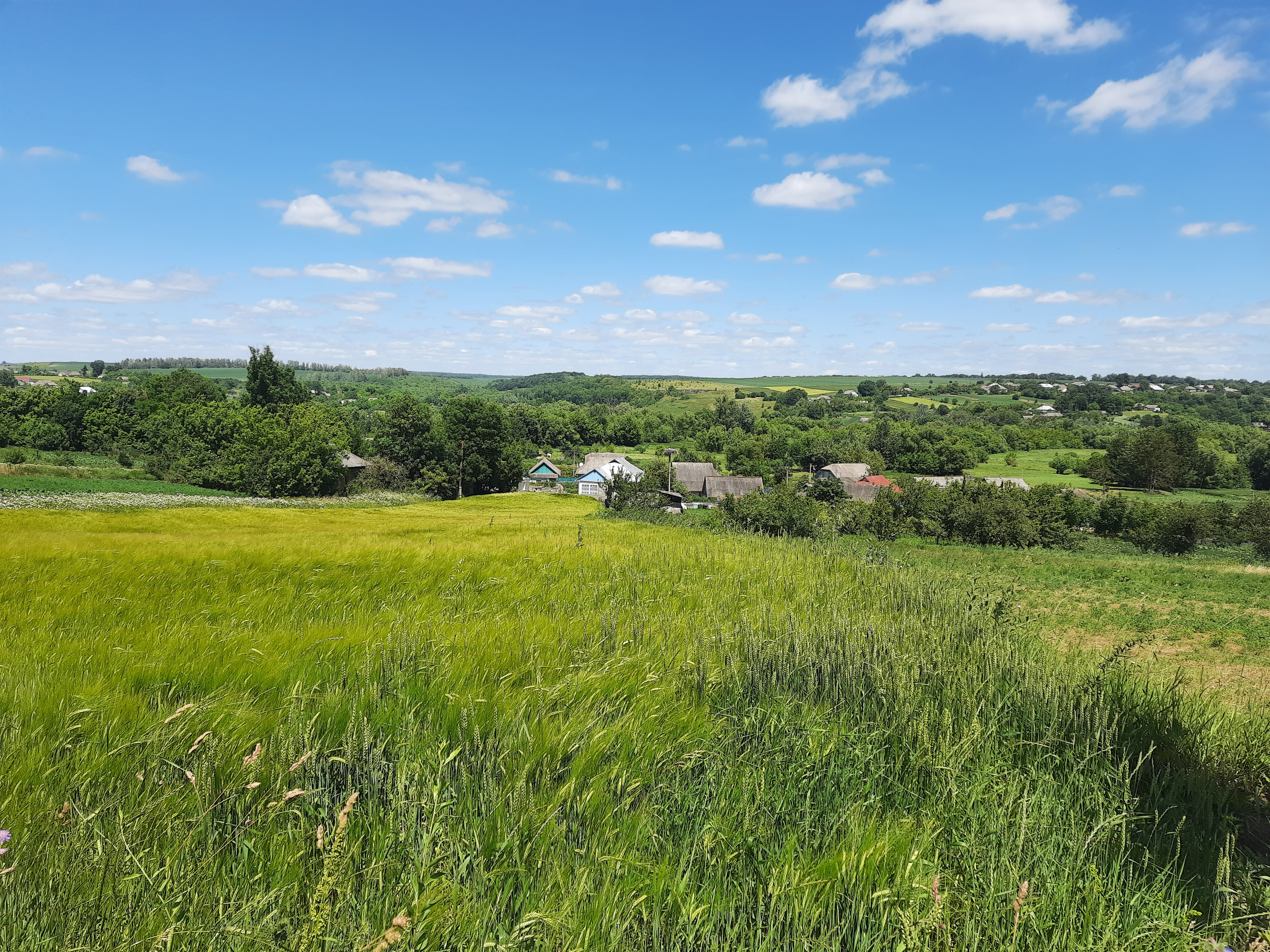
Вигляд на село
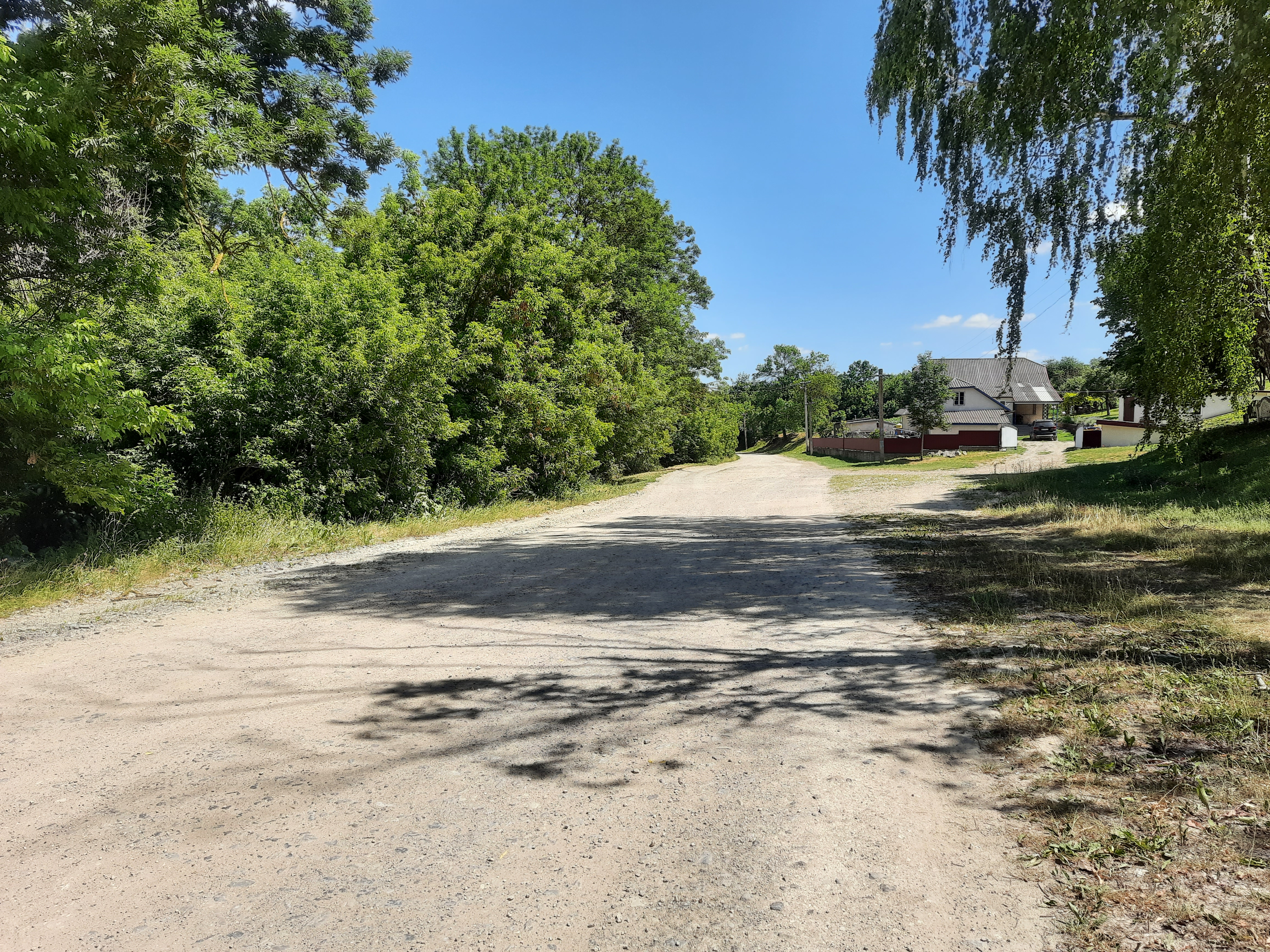
Сільська вулиця
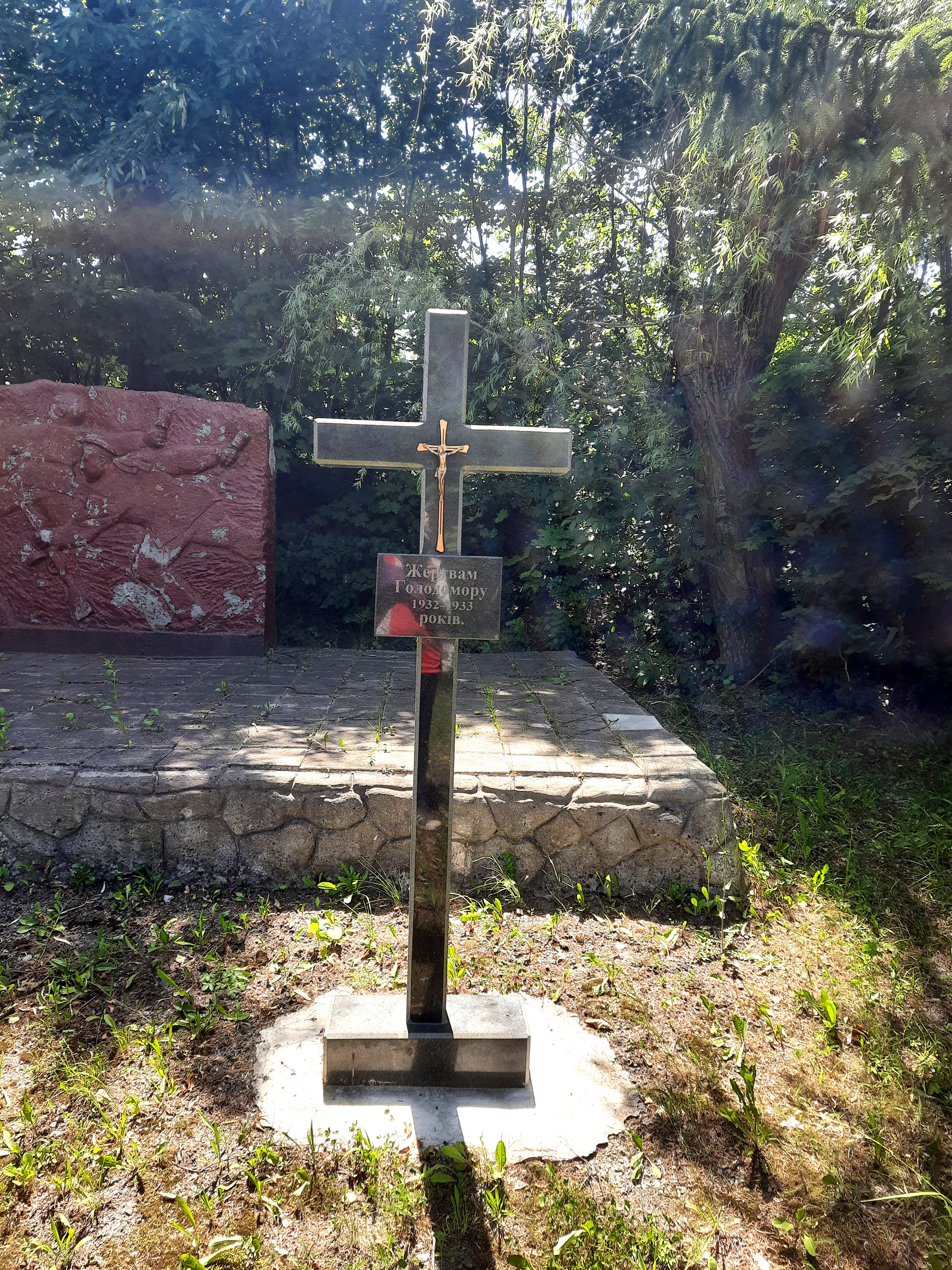
Пам'ятний знак жертвам голодомору
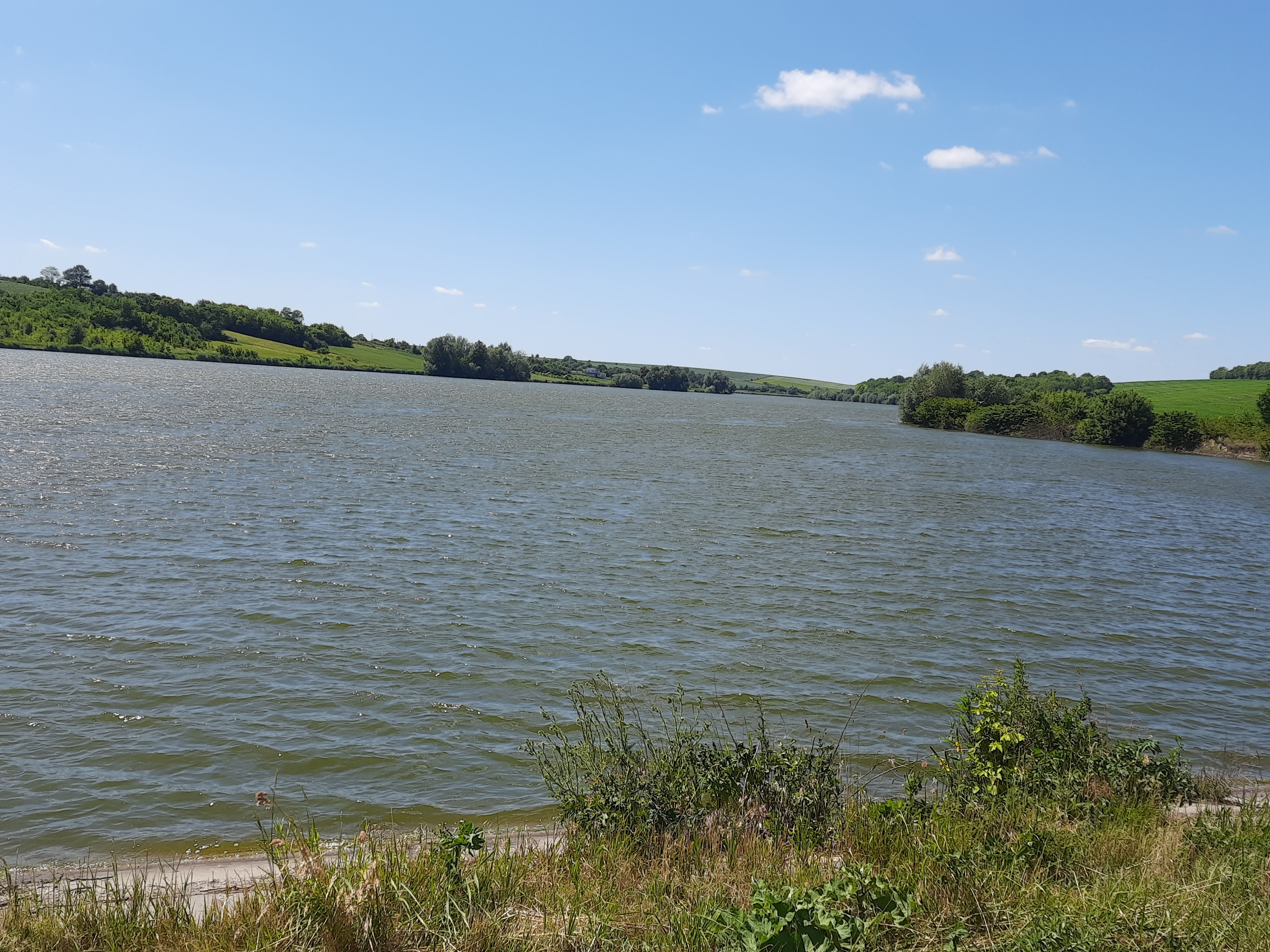
Став біля села